# Liste von Terroranschlägen in Myanmar
Die Liste von Terroranschlägen in Myanmar beinhaltet eine Übersicht über in Myanmar verübte Terroranschläge.

## Erläuterung
In der Spalte Politische Ausrichtung ist die politische bzw. weltanschauliche Einordnung der Täter angegeben: faschistisch, rassistisch, nationalistisch, nationalsozialistisch, sozialistisch, kommunistisch, antiimperialistisch, islamistisch (schiitisch, sunnitisch, deobandisch, salafistisch, wahhabitisch), hinduistisch. Bei vorrangig auf staatliche Unabhängigkeit oder Autonomie zielender Ausrichtung ist autonomistisch vorangestellt, gefolgt von der Region oder der Volksgruppe und ggf. weiteren Merkmalen der Täter: armenisch, irisch (katholisch), kurdisch, tirolisch, tschetschenisch, dagestanisch, punjabisch (sikhistisch), palästinensisch.
Die Opferzahlen der Anschläge werden farbig dargestellt:

Die Zahl bei den Anschlägen getöteter/verletzter Täter ist in Klammern ( ) gesetzt.

## 1979
| Datum/Beginn  | Ort        | Artikel/Quelle(n) | Täter | Politische Ausrichtung               | Mittel                    | Ziel              | Tote | Verletzte | Hintergrund                     |
| ------------- | ---------- | ----------------- | ----- | ------------------------------------ | ------------------------- | ----------------- | ---- | --------- | ------------------------------- |
| 09. März 1979 | Thaton     | [ 1 ]             | KNU   | autonomistisch                       | Granaten                  | Möbelgeschäft     | 5    | 60        | Bewaffnete Konflikte in Myanmar |
| 20. März 1979 | Shan-Staat | [ 2 ]             | SSA-N | autonomistisch, shan-nationalistisch | Automatische Schusswaffen | Militärstützpunkt | 22   | 6         | Bewaffnete Konflikte in Myanmar |

## 1983
| Datum/Beginn     | Ort    | Artikel/Quelle(n) | Täter | Politische Ausrichtung | Mittel      | Ziel    | Tote    | Verletzte | Hintergrund |
| ---------------- | ------ | ----------------- | ----- | ---------------------- | ----------- | ------- | ------- | --------- | ----------- |
| 09. Oktober 1983 | Rangun | [ 3 ]             |       |                        | Sprengstoff | Schrein | 20 (+1) | 50        |             |

## 1988
| Datum/Beginn      | Ort    | Artikel/Quelle(n) | Täter             | Politische Ausrichtung          | Mittel      | Ziel   | Tote | Verletzte | Hintergrund                     |
| ----------------- | ------ | ----------------- | ----------------- | ------------------------------- | ----------- | ------ | ---- | --------- | ------------------------------- |
| 10. Januar 1988   | Rangun | [ 4 ]             | Karen-Extremisten |                                 |             | Zug    | 8    | 38        | Bewaffnete Konflikte in Myanmar |
| 11. Dezember 1988 | Rangun | [ 5 ]             | KIA               | nationalistisch, föderalistisch | Sprengstoff | Schule | 12   | 133       | Bewaffnete Konflikte in Myanmar |

## 1990
| Datum/Beginn  | Ort       | Artikel/Quelle(n) | Täter         | Politische Ausrichtung | Mittel                      | Ziel                              | Tote | Verletzte | Hintergrund                     |
| ------------- | --------- | ----------------- | ------------- | ---------------------- | --------------------------- | --------------------------------- | ---- | --------- | ------------------------------- |
| 22. März 1990 | Mon-Staat | [ 6 ]             | Mon-Guerillas |                        | Automatische Schusswaffe(n) | Polizei- und Militärhauptquartier | 50   | 0         | Bewaffnete Konflikte in Myanmar |

## 1992
| Datum/Beginn      | Ort            | Artikel/Quelle(n) | Täter                | Politische Ausrichtung                | Mittel   | Ziel    | Tote | Verletzte | Hintergrund                     |
| ----------------- | -------------- | ----------------- | -------------------- | ------------------------------------- | -------- | ------- | ---- | --------- | ------------------------------- |
| 05. April 1992    | Rakhaing-Staat | [ 7 ]             |                      |                                       | Granate  | Moschee | 30   | 0         | Bewaffnete Konflikte in Myanmar |
| 13. November 1992 | Mawlamyaing    | [ 8 ]             | Karen National Union | autonomistisch, karen-nationalistisch | Landmine |         | 2    | 35        | Bewaffnete Konflikte in Myanmar |

## 1993
| Datum/Beginn     | Ort       | Artikel/Quelle(n) | Täter                | Politische Ausrichtung                                | Mittel         | Ziel         | Tote | Verletzte | Hintergrund                     |
| ---------------- | --------- | ----------------- | -------------------- | ----------------------------------------------------- | -------------- | ------------ | ---- | --------- | ------------------------------- |
| 14. Oktober 1993 | Mon-Staat | [ 9 ]             | Karen National Union | autonomistisch, karen-nationalistisch, föderalistisch | 2 Handgranaten | Fußballspiel | 7    | 45        | Bewaffnete Konflikte in Myanmar |

## 1996
| Datum/Beginn      | Ort    | Artikel/Quelle(n) | Täter | Politische Ausrichtung | Mittel      | Ziel   | Tote | Verletzte | Hintergrund                     |
| ----------------- | ------ | ----------------- | ----- | ---------------------- | ----------- | ------ | ---- | --------- | ------------------------------- |
| 25. Dezember 1996 | Rangun | [ 10 ] [ 11 ]     |       |                        | Sprengstoff | Pagode | 8    | 36        | Bewaffnete Konflikte in Myanmar |

## 2002
| Datum/Beginn   | Ort      | Artikel/Quelle(n) | Täter                           | Politische Ausrichtung                                | Mittel     | Ziel       | Tote | Verletzte | Hintergrund                     |
| -------------- | -------- | ----------------- | ------------------------------- | ----------------------------------------------------- | ---------- | ---------- | ---- | --------- | ------------------------------- |
| 15. April 2002 | Myawaddy | [ 12 ]            | vermutlich Karen National Union | autonomistisch, karen-nationalistisch, föderalistisch | Sprengsatz | Zivilisten | 4    | 29        | Bewaffnete Konflikte in Myanmar |

## 2003
| Datum/Beginn | Ort         | Artikel/Quelle(n) | Täter                           | Politische Ausrichtung                                | Mittel      | Ziel             | Tote | Verletzte | Hintergrund                     |
| ------------ | ----------- | ----------------- | ------------------------------- | ----------------------------------------------------- | ----------- | ---------------- | ---- | --------- | ------------------------------- |
| 15. Mai 2003 | Bago-Region | [ 13 ]            | vermutlich Karen National Union | autonomistisch, karen-nationalistisch, föderalistisch | Sprengstoff | Kino, Zivilisten | 1    | 47        | Bewaffnete Konflikte in Myanmar |

## 2005
| Datum/Beginn | Ort    | Artikel/Quelle(n)    | Täter | Politische Ausrichtung | Mittel      | Ziel                            | Tote | Verletzte | Hintergrund                     |
| ------------ | ------ | -------------------- | ----- | ---------------------- | ----------- | ------------------------------- | ---- | --------- | ------------------------------- |
| 07. Mai 2005 | Rangun | [ 14 ] [ 15 ] [ 16 ] |       |                        | Sprengsätze | Handelszentrum, Einkaufszentren | 19   | 162       | Bewaffnete Konflikte in Myanmar |

## 2009
| Datum/Beginn       | Ort    | Artikel/Quelle(n) | Täter       | Politische Ausrichtung | Mittel | Ziel                 | Tote    | Verletzte | Hintergrund                     |
| ------------------ | ------ | ----------------- | ----------- | ---------------------- | ------ | -------------------- | ------- | --------- | ------------------------------- |
| 28. September 2009 | Kokang | [ 17 ]            | Milizionäre |                        |        | Soldaten, Polizisten | 26 (+8) | 0         | Bewaffnete Konflikte in Myanmar |

## 2010
| Datum/Beginn   | Ort    | Artikel/Quelle(n) | Täter | Politische Ausrichtung | Mittel     | Ziel       | Tote | Verletzte | Hintergrund                     |
| -------------- | ------ | ----------------- | ----- | ---------------------- | ---------- | ---------- | ---- | --------- | ------------------------------- |
| 15. April 2010 | Rangun | [ 18 ]            |       |                        | 3 Granaten | Zivilisten | 9    | 62        | Bewaffnete Konflikte in Myanmar |

## 2014
| Datum/Beginn      | Ort        | Artikel/Quelle(n) | Täter | Politische Ausrichtung          | Mittel     | Ziel         | Tote | Verletzte | Hintergrund                     |
| ----------------- | ---------- | ----------------- | ----- | ------------------------------- | ---------- | ------------ | ---- | --------- | ------------------------------- |
| 10. Dezember 2014 | Shan-Staat | [ 19 ]            | TNLA  | nationalistisch, föderalistisch | Artillerie | Militärlager | 7    | 20        | Bewaffnete Konflikte in Myanmar |

## 2015
| Datum/Beginn     | Ort        | Artikel/Quelle(n)           | Täter    | Politische Ausrichtung | Mittel                                       | Ziel                                | Tote | Verletzte | Hintergrund                     |
| ---------------- | ---------- | --------------------------- | -------- | ---------------------- | -------------------------------------------- | ----------------------------------- | ---- | --------- | ------------------------------- |
| 09. Februar 2015 | Shan-Staat | [ 20 ] [ 21 ] [ 22 ] [ 23 ] | NDAA-ESS | shan-nationalistisch   | Automatische Schusswaffen, Flugabwehrkanonen | Militärstützpunkte                  | 47   | 73        | Bewaffnete Konflikte in Myanmar |
| 23. Februar 2015 | Shan-Staat | [ 24 ]                      |          |                        | Schusswaffen                                 | Polizeikonvoi (Gefangenentransport) | 0    | 46        | Bewaffnete Konflikte in Myanmar |

## 2017
| Datum/Beginn    | Ort            | Artikel/Quelle(n) | Täter           | Politische Ausrichtung                   | Mittel     | Ziel                     | Tote | Verletzte | Hintergrund                     |
| --------------- | -------------- | ----------------- | --------------- | ---------------------------------------- | ---------- | ------------------------ | ---- | --------- | ------------------------------- |
| 25. August 2017 | Rakhaing-Staat | [ 25 ]            | vermutlich ARSA | autonomistisch, rohingya-nationalistisch | Entführung | Hinduistische Zivilisten | 45   |           | Bewaffnete Konflikte in Myanmar |

## 2018
| Datum/Beginn     | Ort        | Artikel/Quelle(n) | Täter                           | Politische Ausrichtung                          | Mittel                   | Ziel                      | Tote | Verletzte | Hintergrund                     |
| ---------------- | ---------- | ----------------- | ------------------------------- | ----------------------------------------------- | ------------------------ | ------------------------- | ---- | --------- | ------------------------------- |
| 21. Februar 2018 | Lashio     | [ 26 ] [ 27 ]     | vermutlich Northern Alliance    | autonomistisch, nationalistisch, föderalistisch | Sprengsatz               | Bank                      | 2    | 22        | Bewaffnete Konflikte in Myanmar |
| 12. Mai 2018     | Shan-Staat | [ 28 ] [ 29 ]     | Ta’ang National Liberation Army | de’ang-nationalistisch, föderalistisch          | Schusswaffen, Artillerie | Militärstützpunkt, Kasino | 19   | 32        | Bewaffnete Konflikte in Myanmar |

## 2020
| Datum/Beginn     | Ort            | Artikel/Quelle(n) | Täter       | Politische Ausrichtung          | Mittel               | Ziel                     | Tote | Verletzte | Hintergrund                     |
| ---------------- | -------------- | ----------------- | ----------- | ------------------------------- | -------------------- | ------------------------ | ---- | --------- | ------------------------------- |
| 13. Februar 2020 | Rakhaing-Staat | [ 30 ]            | Arakan Army | autonomistisch, nationalistisch | Mörser, Schusswaffen | Grundschule, Soldaten    | 0    | 20        | Bewaffnete Konflikte in Myanmar |
| 21. April 2020   | Rakhaing       | [ 31 ] [ 32 ]     | Arakan Army | autonomistisch, nationalistisch | Schusswaffen         | WHO-Arbeiter in Fahrzeug | 1    | 1         | Bewaffnete Konflikte in Myanmar |